# Orde van de dubbele Adelaar (Mysore)
De Orde van de Dubbele Adelaar ("Gandabherunda order" of "Order of the Double Eagle") is een ridderorde van de Indiase vorstenstaat Mysore. De ridderorde werd in 1892 ingesteld door Maharadja Sri Sir Chamarajendra Wodeyar X Bahadur Maharadja van Mysore, de feodale heerser van het Indiase vorstendom Mysore. De vorst verleende de orde voor verdienste.
Hoewel de maharadja zijn eigen staat bestuurde was hij met verdragen aan het Britse koloniale regime verbonden en dat bezat eigen Brits-Indische onderscheidingen. De regering in Delhi maakte bezwaar tegen deze ridderorde die de maharadja te zelfstandig leek te maken. Een tijdlang werd de orde niet meer, of in het geheim, toegekend. Daarop werd de orde in 1913 door Maharadja Sri Sir Krisnarajah Wodeyar IV Bahadur, maharadja van Mysor hervormd. De vijf graden van deze orde werden tijdens de Tweede Wereldoorlog in ieder geval nog verleend.
Over het uiterlijk van de versierselen is weinig of niets bekend.
De onderscheiding werd niet aan Britten uitgereikt. De Britse bestuurders van de Raj mochten geen geschenken en zeker geen ridderorden aannemen van de quasi onafhankelijke Indiase vorsten. De vorsten stonden bekend om hun enorme rijkdom maar zij werden door de ambtenaren van de Britse onderkoning scherp in de gaten gehouden.De regering maakte bezwaar tegen het bestaan van ridderorden in de vorstenstaten maar zij zag het bestaan ervan door de vingers zo lang als er geen Britten in die ridderorden werden opgenomen. In een enkel geval heeft men gesanctioneerd dat een politieman een medaille van een inlandse vorst ontving.
In 1947 werden de vorsten gedwongen om hun staten deel te laten uitmaken van de republiek India. In de "actie polo" greep het Indiase leger in opdracht van Nehru de macht in de zelfstandige rijken als Haiderapur en Patiala. De vorsten kregen een pensioen en zij bleven enige tijd een ceremoniële rol spelen. Hun ridderorden mochten niet worden gedragen in India maar voor zover het om gebruik binnen de familie en het hof ging werd het dragen van de orden van een maharadja door de vingers gezien.